# Constance Wilson-Samuel
Constance Wilson-Samuel, född 8 januari 1908 i Toronto i Kanada, död 28 februari 1953 i Kansas City, Missouri i USA, var en kanadensisk idrottare som var aktiv inom konståkning under 1920-talet och 1930-talet. Hon medverkade vid tre Olympiska spel i singel damer i Sankt Moritz 1928, Lake Placid 1932 och i Garmisch-Partenkirchen 1936. Under OS 1932 tävlade hon även i par med sin bror Montgomery "Bud" Wilson.